# Найкраща книга Форуму видавців
 Найкраща книга Форуму видавців (з 2018 року — BookForum Best Book Award) — щорічний всеукраїнський книжковий конкурс, що традиційно проводиться в межах «Форуму видавців у Львові».
Існує з 1995 р. Щороку видавництва, які номінуються на премію «Найкраща книга», надсилають на конкурс нові видання. За день до офіційного відкриття Форуму видавців призначається засідання експертного журі, яке оцінює номінантів. Церемонія відзначення переможців і урочисте вручення премії відбувається у перший день Книжкового ярмарку.
З 2018 року форум видавців змінив назву на BookForum , а книжкова премія отримала назву BookForum Best Book Award.

## 2009
Урочиста церемонія відзначення переможців відбулася 10 вересня 2009 р. під час відкриття Четвертого міжнародного літературного фестивалю. Гран-прі отримав Інститут українознавства імені І. Крип'якевича НАН України за книгу Наталі Хобзей, Оксани Сімович, Тетяни Ястремська та Ганни Дидик-Меуш «Лексикон львівський: поважно і на жарт» (Львів, 2009).

## 2010
Гран-прі: Галина Тихобаєва, Ірина Криворучка. Соломія Крушельницька. Міста і слава. Львів: Апріорі, 2009.
Лауреати:
- Галина Тихобаєва, Ірина Криворучка. Соломія Крушельницька. Міста і слава. Львів: Апріорі, 2009.
- Європейський словник філософій. Лексикон неперекладностей. Київ: Дух і Літера, 2009.
- Україна на стародавніх картах. Середина XVII — друга половина XVIII ст. Київ: ДНВП «Картографія», 2009.
- Ярослав Кравченко. Школа Михайла Бойчука. Тридцять сім імен. Київ: Майстерня книги, Оранта, 2010.
- Володимир Івасюк. Музичні твори (до 60-річчя від дня народження). Чернівці: Букрек, 2009.
- Григорій Сковорода. Повна академічна збірка творів / За ред. проф. Леоніда Ушкалова. Харків: Майдан, 2010.
- Мирослав Маринович. Вибране у 6 томах. Львів: Видавництво УКУ, 2010.
- Андрій Содомора. Сльози речей: Новели, образки, медитації. Львів: Піраміда, 2010.
- Великий терор в Україні. «Куркульська операція» 1937—1938 рр. Київ: Видавничий дім «Києво-Могилянська академія», 2010.
- «Особые папки» Сталіна і Молотова про національно-визвольну боротьбу в Західній Україні у 1944—1948 рр. Львів: Піраміда, 2010.
- Енциклопедія Львова. Том 3. Львів: Літопис, 2010.
- Єжи Фіцовський. Регіони великої єресі та околиці / Пер. з польської Андрія Павлишина. Київ: Дух і літера, 2010.
- Рух опору в Україні: 1960—1990. Енциклопедичний довідник. Київ: Смолоскип, 2010.
- Україна. Антологія пам'яток державотворення, Х–ХХ ст.: У 10 томах. Київ: Видавництво Соломії Павличко «Основи», 2008—2009.
- Баттіста Мондін. Онтологія і метафізика. Жовква: Місіонер, 2010.
- Іван Малкович. Все поруч. Київ: А-БА-БА-ГА-ЛА-МА-ГА, 2010.
- Олена Апанович. Козацька енциклопедія для юнацтва. Київ: Веселка, 2009.

## 2011
Гран-прі: Віта Сусак «Українські мистці Парижа. 1900—1939 рр.» Київ: Родовід — А-БА-БА-ГА-ЛА-МА-ГА, 2010.
Лауреати:
- Уляна Кришталович. Рукописні карти України XVI—XIX ст. З фондів ЦДІА України, м. Львів. Київ: Картографія, 2011.
- Верґілій. Буколіки. Георгіки. Малі поеми. / З латинської переклав Андрій Содомора. Львів: Літопис, 2011.
- Іван Дзюба. Нагнітання мороку. Від чорносотенців початку XX століття до українофобів століття XXI. Київ: Видавничий дім «Києво-Могилянська академія», 2011.
- Історичний атлас України. Найдавніше минуле. Русь. (Київська держава, Галицько-Волинська держава) / Керівник проєкту й автор-упорядник Юрій Лоза. Київ: Мапа, 2010.
- Януш Корчак. Пригоди короля Мацюся. Київ: А-БА-БА-ГА-ЛА-МА-ГА, 2011.
- Ганс Християн Андерсен. Кресало / Художник Владислав Єрко. Київ: А-БА-БА-ГА-ЛА-МА-ГА, 2011.
- Валентин Сильвестров. Дочекатися музики: Лекції-бесіди / За матеріалами зустрічей, організованих Сергієм Пілютиковим. Київ: Дух і Літера, 2011.
- Катерина Білокур. Видання в 2-х книгах. Київ: Родовід, 2010.
- Фауст. За Йоганном Вольфґанґом Ґете / Переказ Барбари Кіндерманн, з ілюстраціями Клауса Ензіката, українською переповіла Леся Воронина. Київ: Прудкий равлик, Темпора, 2011.
- Біблія. Четвертий повний переклад з давньогрецької мови ієромонаха о. Рафаїла (Романа Турконяка). Київ: Українське біблійне товариство, 2011.
- Б. С. Черкес, С. М. Лінда. Архітектура сучасності. Остання третина ХХ — початок XXI століть. Львів: Видавництво Львівської політехніки, 2010.
- Роберт Музіль. Людина без властивостей / З німецької переклав Олекса Логвиненко. Київ: Видавництво Жупанського, 2010.
- Уляна Головач, Галина Шепель. Грецька мова: койне елліністично-римського періоду. Львів: Видавництво УКУ, 2011.
- Чорне і червоне: Сто українських поетів XX сторіччя; Червоне і чорне: Сто українських поеток XX сторіччя: Антології / Укладення Бориса Щавурського. Тернопіль: Богдан, 2011.
- Розіп'ята Муза: Антологія українських поетів, які загинули насильницькою смертю: У 2 т. / Укладач Юрій Винничук. Львів: ЛА «Піраміда», 2011.
- Рукавичка (Українська народна казка) / Ідея, макет та графічне опрацювання: Романа Романишин та Андрій Лесів. Тернопіль: Богдан, 2011.

## 2013
На конкурс було подано 398 книжок від 87 видавництв. Видання оцінювало журі у складі 96 експертів. Урочиста церемонія відзначення переможців відбулася 13 вересня 2013 р. у Львівській філармонії. Вперше Гран-прі отримали одразу 3 видання:
- Мічіо Кайку. Фізика майбутнього. (Літопис, 2013)
- Жан-Клод Маркаде. Малевич. (Родовід, 2013)
- Грицько Чубай. П'ятикнижжя. (Видавництво Старого Лева, 2013)

## 2015
Гран-прі: Оля Гнатюк. «Відвага і страх» (Київ: «Дух і літера»)
Окремі номінації:
- Шептицький від А до Я (Видавництво Старого Лева)
- Юрій Лоза. Історичний атлас України. (Мапа)
- Історія європейської цивілізації / за редакцією Умберто Еко (Фоліо)
- Джеймс Джойс. Улісс. (Видавництво Жупанського)
- Олена Галета. Від антології до онтології: антологія як спосіб репрезентації української літератури кінця ХІХ — початку XXI століття (Смолоскип)
- Українська людина в європейському світі: виміри ідентичності (Університет банківської справи НБУ)
- Франсуаза Барб-Ґалль. Як розмовляти з дітьми про мистецтво. (Видавництво Старого Лева)
- Іван Котляревський. Енеїда. (Видавничий дім «Школа»)
- Блажен той муж… : Життєвий шлях митрополита Андрея Шептицького: фотоальбом (Манускрипт-Львів)
- Софія Яблонська. Чар Марока. З країни рижу та опію. Далекі обрії: Подорожні нариси. (Літературна Агенція «Піраміда»)
- Микола Стороженко. Мій Шевченко: есе, мистецькі твори. (Майстер книг)
- Мар'яна Князевич. Шустрик. (А-БА-БА-ГА-ЛА-МА-ГА)
- Пітер Померанцев. Нічого правдивого й усе можливе. (Видавництво Українського католицького університету)
- Оксана Пасіцька. Львів і львів'яни: український соціум та промисел (20–30-ті рр. XX ст.). (Інститут українознавства ім. І. Крип'якевича НАН України)
- Митрополит Андрей Шептицький. Пастирські послання. У 4-х т. (Артос)
- Зеновія Тканко. Мода в Україні XX століття. (Артос)
- Ірина Котлобулатова. Львів на фотографії-3. (Центр Європи)
- Дмитро Тищенко. Їдиш-український словник. (Арт Економі)

## 2016
Гран-прі не було присуджено. Нагороду отримали наступні книжки:
- «Франко від А до Я». Видавництво Старого Лева видало абетку-енциклопедію про Івана Франка для дітей. Візуальна складова книжки — заслуга творчої майстерні «Аґрафка» (Романа Романишин, Андрій Лесів). Текстова — Богдану та Наталі Тихолозам.
- Павло Ґранкін, Христина Харчук. Комплект з 2-х книг з картами «Каналізація міста Львова від початку XV ст. до 1939 р.» та «Водогін міста Львова від початку XV ст. до 1939 р.». Аверс. Книжка знайомить читача з формуванням каналізаційної системи у місті Львові. Текст видання доповнює багатий ілюстративний матеріал, віднайдений в архівах, музеях, бібліотеках та приватних колекціях нашого міста.
- Ярина Винницька. «Скриня. Речі сили» Видавництво Старого Лева. Арт-бук «Скриня.
- Ренс Бод. „Забуті науки“. Видавництво Жупанського.
- Луцій Анней Сенека. „Діалоги“ перекладі Андрія Содомори. Апріорі.
- Франсуаза Барб-Ґалль. „Як розмовляти з дітьми про мистецтво XX століття“ Видавництво Старого Лева.
- Ukraine. The best. Атлант ЮЕмСІ, організатор Cultprostir.ua.
- Грицько Чубай. „Марія“ Коло.
- Олександра та Даніель Мізелінські. „Під землею. Під водою“. Видавництво Старого Лева.
- Оксана Гудзяк (автор ідеї). „Переслідувані за правду“. Видавництво УКУ.
- Дарон Аджемоґлу, Джеймс Робінсон. „Чому нації занепадають“ Наш Формат.
- Тетяна Філевська. „Казимир Малевич. Київський період 1928—1930“. Родовід.
- „Антологія української поезії XX століття“ А-БА-БА-ГА-ЛА-МА-ГА.
- Тарас Лютий. „Ницше. Самопревосхождение“. Темпора.
- Джозеф Гілл. „Флорентийский собор“. Видавництво УКУ.
- Тарас Прокопишин, Владимир Беглов. „theUKRAINIANS II: истории успеха“ Видавництво Старого Лева.
- Кен Робінсон. „Школа будущего. Революция в вашей школе“, що навсегда сменит образование». Літопис.
- Григорий Фалькович. «Шалахмонессы. Стихи для детей». Дух і літера.
- Богдан Волошин. «Політ золотої мушки». Видавництво Старого Лева.
- Іван Франко «Коли ще звірі говорили». Видавництво Старого Лева.
- «Алла Горська. Душа українського шестидесятництва» Упорядник: Людмила Огнєва. Смолоскип.
- Андрій Дахній. «Нариси історії західної філософії ХІХ — XX ст.». Видавничий центр ЛНУ.
- Ірина Іванкович, «Сидячи на санях…», «Патріарх Йосип Сліпий і красне письменство». Видавництво Артос (Фундація «Андрей»).

## 2017
Гран-прі не було присуджено. Нагороду отримали наступні книжки:
- номінація Класична українська література: Іван Франко «Мойсей», «Видавництво Львівського національного університету імені Івана Франка»
- номінація Сучасна українська проза : Сергій Жадан «Інтернат», видавництво «Meridian Czernowitz»
- номінація Сучасна українська поезія: «Антологія української поезії XX століття: від Тичини до Жадана» (упорядник Іван Малкович), видавництво «А-ба-ба-га-ла-ма-га»
- номінація Класична зарубіжна література: Мацуо Басьо «Поезії», видавництво «Веселка»
- номінація Сучасна зарубіжна література: Хорхе Луїс Борхес «Книга вигаданих істот», «Видавництво Старого Лева»
- номінація Місто-Харків: Максим Розенфельд «Фасади. Харків», видавництво «АССА»
- Особлива відзнака Харківського журі: Алла Підлужна «Код Володимира Дахна», видавництво «АВІАЗ».
- номінація Література для дітей віком від 0 до 9 : Оксана Була «Зубр шукає гніздо», «Видавництво Старого Лева»
- номінація Література для дітей віком від 10 до 12 : Ульф Старк «Маленька книжка про любов», «Видавництво Старого Лева»
- номінація Підліткова література: Яна Подосєльнік. Глосарій моди. Ілюстрації одягу українських дизайнерів, видавництво «Artbooks»
- номінація Біографія: Леонід Ушкалов. Ловитва невловного птаха: життя Григорія Сковороди, видавництво «Дух і літера»
- номінація Історія: Оксана Кісь. Українські жінки у горнилі модернізації, видавництво «Клуб Сімейного Дозвілля»
- номінація Місто-Київ: Владислав Гриневич «Бабин Яр. Історія і пам'ять», видавництво «Дух і літера»
- Особлива відзнака Київського журі: Тарас Лозинський «Рушники Наддніпрянської України», видавництво «Майстер книг»
- номінація Український non-fiction: Тимур Ворона «Стартап на мільйон. Як українці заробляють на технологіях», видавництво «Vivat»
- номінація Перекладений non-fiction: Христя Фріланд «Плутократи. Епоха нових багатих і занепад старої системи», видавництво «Наш формат»
- номінація Навчальна, довідкова, професійна література: Альберто Каїро «Функціональне мистецтво: вступ до інфографіки та візуалізації», «Видавництво УКУ»
- номінація Візуальна книга: Іван Франко, Міхай Тимошенко, Кирил Горішній «Герой поневолі», видавництво «Леополь»
- номінація Місто-Львів: Катажина Котинська «Львів: перечитування міста», «Видавництво Старого Лева»
- Особлива відзнака Львівського журі: Ярина Винницька «Наречена», видавництво «Terra Incognita».

## 2018 (з цього року і далі — «BookForum Best Book Award»)
Гран-прі: Андрій Гречило, Богдан Завітій «Наш Герб. Українські символи від княжих часів до сьогодення», видавництво «Родовід»
- номінація Свобода: Станіслав Асєєв (Васін) «В ізоляції. Дописи про Донбас», видавництво «Люта справа»
- номінація Класична українська література: Листи. Леся Українка, видавництво «Комора»
- номінація Сучасна українська поезія: Антологія молодої української поезії, упорядник Мирослав Лаюк, видавництво «А-Ба-Ба-Га-Ла-Ма-Га»
- номінація Класична іноземна література в українському перекладі: Сенека. Моральні листи до Луцілія, перекладач Андрій Содомора, видавництво Апріорі
- номінація Сучасна іноземна література в українському перекладі: Кейт Аткінсон, «За лаштунками в музеї», видавництво Наш Формат
- номінація Література для дітей віком від 0 до 5: Улюблені вірші-3, упорядник Іван Малкович, видавництво «А-Ба-Ба-Га-Ла-Ма-Га»
- номінація Література для дітей віком від 6 до 12: Елена Фавіллі «Казки на ніч для дівчат бунтарок», видавництво «Книголав»
- номінація Література для підлітків і YA: Наталя Нагорна «Повернутися з війни», видавництво «Діпа»
- номінація Non-fiction: Гаролд Ґреґорі Мур, Джозеф Лі Ґелловей «Ми були солдатами… і молодими: Я-Дранґ — битва, що змінила війну у В'єтнамі», видавництво «Астролябія»
- номінація Біографія: Аґата Тушинська «Наречена Шульца», видавництво «Видавництво 21»
- номінація Історія: Енн Епплбом «Червоний голод. Війна Сталіна проти України», видавництво «HREC-PRESS»
- номінація Візуальна книга: Дмитро Горбачов «Авангард. Українські художники першої третини XX ст.», видавництво «Мистецтво»
- номінація Наукова література: Оксана Стадник «Лікарські товариства у Львові до 1939 року», видавництво ТзОВ «Аверс»
- номінація Популярна наукова література: Андрій Сова та Ярослав Тимчак «Іван Боберський — основоположник української тіловиховної і спортової традиції», видавництво «Апріорі»
- номінація Місто-Львів: Богдан Коломійчук «Моцарт із Лемберга», видавництво «Видавництво Старого Лева»
- номінація Місто-Харків: Ігор, архиєпископ Ісіченко «Ми просто йшли…Спогади», видавництво «Акта»
- номінація Місто-Київ: Тетяна Терен «Прості речі. Вісім розмов з Адою Роговцевою», видавництво «Pabulum»
- у номінаціях Сучасна українська проза та Література з економіки, бізнесу та фінансів — переможців не обрано.

## 2019
Гран-прі: Василь Косів «Українська ідентичність у графічному дизайні 1945-1989 років», видавництво «Родовід»
- номінація Класична українська література: Григорій Сковорода «Байки Харківські», видавництво «Terra Incognita»
- номінація Сучасна українська проза: Марина Гримич «Клавка», видавництво «Нора-друк»
- номінація Сучасна українська поезія: Василь Голобородько «Яблуко добрих вістей», видавництво «А-БА-БА-ГА-ЛА-МА-ГА»
- номінація Класична іноземна література в українському перекладі: Джеффрі Чосер «Кентерберійські оповіді. Двотомник», видавництво «Астролябія». Перекладач: Максим Стріха.
- номінація Сучасна іноземна література в українському перекладі: Арундаті Рой «Міністерство граничного щастя», «Видавництво Старого Лева». Перекладач: Маслюх Андрій
- номінація Література для дітей від 0 до 5: Мар'яна Савка «Родинна абетка», «Видавництво Старого Лева»
- номінація Література для дітей від 6 до 8: Колектив авторів «Фонтан казок. Сучасні українські казки», видавництво «Фонтан казок»
- номінація Література для дітей від 9-12: Стефан Каста, Бу Моссберґ «Експедиція з мурахою Софі», видавництво «Час майстрів». Перекладач: Ганна Мамчур
- номінація Література для підлітків: Зофія Фаб'яновська-Міцик «Банзай. Японія для допитливих», видавництво «Урбіно». Перекладачка: Божена Антоняк
- номінація Non-fiction: Шон Керролл «Велика картина», видавництво «Фабула». Перекладач: Святослав Михаць
- номінація Біографія: серія «Постаті культури»: В. Панченко «Повість про Миколу Зерова», Л. Ушкалов «Чарівність енергії: Михайло Драгоманов», видавництво «Дух і літера»
- номінація Історія: Сергій Плохій «Ялта. Ціна миру», видавництво «Клуб Сімейного Дозвілля»
- номінація Війна на Донбасі, анексія Криму, переселенці: Євгенія Подобна «Дівчата зрізають коси», видавництво «Люта справа»
- номінація Візуальна книга: Тетяна Павлова «Євгеній Павлов. Скрипка», видавництво «Родовід»
- номінація Комікси та графічні романи: Ярослав Світ «Троє проти Зла. Двотомник», комікс-студія «Світи»
- номінація Наукова література: Богдан Мисюга «Герметичні кола Карла Звіринського», Музей сучасного українського мистецтва Корсаків
- номінація Професійна література: Ігор Гнесь «Архітектура інтер`єру: 20+», видавництво Національного університету Львівська політехніка

- Спецвідзнака Малого журі (Львів): О. Мельник, В. Величко, І. Оксаметний «Бойчукізм. Проект «великого стилю», ДП «НКММК «Мистецький арсенал»
- Спецвідзнака Малого журі (Київ): Лу Юй «Чайний канон», видавництво «Сафран». Перекладачка: Євгенія Гобова
- Спецвідзнака Малого журі (Харків): Леонід Ушкалов «Сковорода від А до Я», «Видавництво Старого Лева»
- Спецвідзнака Місто (Львів): Оксана Пасіцька «Львівський Манчестер і Галицька Каліфорнія: соціально-економічна діяльність українців Галичини (20-30-ті роки XX ст)», Інститут українознавства ім. Івана Крип'якевича НАН України
- Спецвідзнака Місто (Київ): Сергій Єкельчик «Повсякденний сталінізм: Київ і кияни після Великої війни», видавництво «Laurus»
- Спецвідзнака Місто (Харків): Артур Рудзицький «Ілюстратор «Кобзаря» Василь Седляр та його доба», Державне спеціалізоване видавництво «Мистецтво»
- Спецвідзнака за найкрасивіше видання (Львів): Гео Лерос «KYIV STREET ART», видавництво «Саміт-книга»
- Спецвідзнака за найкрасивіше видання (Київ): О. Мельник, В. Величко, І. Оксаметний «Бойчукізм. Проект «великого стилю», «НКММК «Мистецький арсенал»
- Спецвідзнака за найкрасивіше видання (Харків): Джон Мілтон «Утрачений рай», «Видавництво Жупанського», Перекладач: Олександр Жомнір
- Спецвідзнака Читацьких симпатій: Юлія Сливка «Чуєш, коли приїдеш додому?», видавництво «ASTRUM»

## 2020
Гран-прі: «Українська абетка. Малюнки Георгія Нарбута», Видавець Олександр Савчук.
- номінація Класична українська література: «Апокриф» Лесі Українки / «Чотири розмови про Лесю Українку» Блаженнішого Святослава Шевчука та Оксани Забужко, видавництво «Комора»
- номінація Сучасна українська проза: Яніна Соколова, Ольга Купріян. «Я, Ніна», видавництво #Книголав
- номінація Сучасна українська поезія: Олена Герасим'юк. «Тюремна пісня», видавництво «Люта справа»
- номінація Класична іноземна література в українському перекладі — Сапфо, Миртіда, Телесілла та інші. «Перші поетеси: Кодекс давньогрецької жіночої поезії», видавництво «Астролябія»
- номінація Сучасна іноземна література в українському перекладі: Ден Сіммонс. «Терор», «Видавництво Жупанського»
- номінація Non-fiction: «Антологія української кінокритики 1920-х у трьох томах», «Національний центр Олександра Довженка»
- номінація Біографія: Дмитро Горбачов. «Лицарі голодного Ренесансу», видавництво «Дух і Літера»
- номінація Історія: Сергій Плохій. «Забуті покидьки східного фронту», «Клуб Сімейного Дозвілля»
- номінація Література для дітей від 0 до 5: Наталка Малетич. «Привид, який не міг заснути», «Видавництво Старого Лева»
- номінація Література для дітей від 6 до 8: Оксана Драчковська. «Зайчик-нестрибайчик та його смілива мама», видавництво «Чорні вівці»
- номінація Література для дітей від 9 до 12: Олег Гавріш. «Казки баби Гавришихи», видавництво «Час майстрів»
- номінація Література для підлітків і YA: Катерина Міхаліцина, Станіслав Дворницький. «Реактори не вибухають. Коротка історія Чорнобильської катастрофи», видавництво «Портал»
- номінація Війна на Донбасі, анексія Криму, переселенці: Олег Сенцов. «Хроніка одного голодування. 4 з половиною кроки», «Видавництво Старого Лева»
- номінація Візуальна книга: «ВУФКУ. Lost&Found», «Національний центр Олександра Довженка»
- номінація Комікси та графічні романи: Ярко Філевич. «Колоніст. Бути людиною», «UA Comix»
- номінація Наукова література: Максим Стріха. «Український переклад і перекладачі: між літературою і націєтворенням», видавництво «Дух і Літера»
- номінація Професійна література: не присуджена.

- Спеціальна відзнака Малого журі (Львів): Ірина Вовк. Тритомник «На щиті. Спогади родин загиблих воїнів», видавництво «Фоліо»
- Спеціальна відзнака «Місто» (Львів): Оксана Кісь. «Українки в ГУЛАГу: вижити значить перемогти», Інститут народознавства НАН України, Львів; «Коло», Дрогобич
- Спеціальна відзнака за найкрасивіше видання (Львів): «Байки Езопа в переказі Олександра Виженка», видавництво «Час майстрів»
- Спеціальна відзнака Малого журі (Харків): Роман Кабачій. «Вигнані на степи. Депортація українців із Польщі на Південь України в 1944-1946 роках», видавництво «Люта справа»
- Спеціальна відзнака «Місто» (Харків): «Василь Григорович Кричевський. Хрестоматія у двох томах», Видавець Олександр Савчук
- Спеціальна відзнака за найкрасивіше видання (Харків): Джефрі Бетчен. «Вогонь бажання: зародження фотографії» / Джон Тегг. «Тягар репрезентації: есеї про множинність фотографії та історії», видавництво «Родовід»
- Спеціальна відзнака Малого журі (Київ): Андрій Достлєв, Лія Достлєва. «Мені досі соромно викидати їжу. Бабуся розповідала мені про Голодомор», видавництво «Родовід»
- Спеціальна відзнака «Місто» (Київ): Елінор Баркетт. «Голда», видавництво «Vivat»
- Спеціальна відзнака за найкрасивіше видання (Київ): «Апокриф» Лесі Українки / «Чотири розмови про Лесю Українку» Блаженнішого Святослава Шевчука та Оксани Забужко, видавництво «Комора»

## 2021
Гран-прі – Євген Пшеничний «Ярослав Стешенко. Епістолярний монолог», видавництво «Коло»
- номінація Класична українська література: Леонід (Малошийченко) Чернов «Чудаки прикрашають світ», видавництво «Темпора»
- Сучасна українська література: Галина Крук «Хто завгодно, тільки не я» (ілюстраторка Валерія Печеник), видавництво Vivat
- номінація Іноземна література в українському перекладі: «Старша Едда» (перекладач Віталій Кривоніс, ілюстратори Вільям Гершом Коллінгвуд і Карл Еміль Доплер), «Видавництво Жупанського»
- номінація Література для дітей від 0 до 6: Олеся Мамчич «Овва, як бува! Абетка з історії України» (ілюстраторка Софія Томіленко), видавництво «Портал»
- номінація Література для дітей від 7 до 12: Ліна Максимук «Козаки правлять країною», видавництво Discursus
- номінація Література для підлітків і YA: Наталка Малетич «Леся – мандрівний клубочок» (ілюстраторка Маша Фоя), видавництво «Портал»
- номінація Non-fiction: Юрій Шевельов «Я – мене – мені… (і довкруги) : Спогади. У двох томах. Т.1. В Україні. Т. 2. В Європі», Видавець Олександр Савчук
- номінація Наукова література: Наталя Тихолоз «Петро Франко: формула долі (життєпис на тлі доби)», Львівський національний літературно-меморіальний музей Івана Франка
- номінація Візуальна книга: Пйотр Лукашевич «Об’єднання Митців artes (1929-1935) та інші історії Львівського модернізму» (перекладач Андрій Бояров, ілюстраторка Ірина Цімерман), Центр міської історії Центрально-Східної Європи
- номінація Комікси та графічні романи: не присуджено
- номінація Війна на Донбасі, анексія Криму, переселенці: Денис Казанський, Марина Воротинцева «Як Україна втрачала Донбас», видавництво «Чорна гора»
- номінація Фокусна тема «Гра в дорослішання»: Андрій Бондар «Ласощі для Медора», «Видавництво Старого Лева»
- Спеціальна відзнака Малого журі Львова: Лев-Осип Гец, Богдан-Володимир Крижанівський (упорядниця Ірина Гах) «Антольогія стрілецької творчости», видавнича компанія «ЮЕКС»
- Спеціальна відзнака Малого журі Києва: Старченко Наталя «Українські світи Речі Посполитої. Історії про історію», видавництво Laurus
- Спеціальна відзнака Малого журі Одеси: Павло Віктор «Фізика. Молекулярна будова речовини і теплові явища», видавництво BookChef
- Спеціальна відзнака Малого журі Харкова: Олег Яцина, Габрієль Михайлов «Перша Харківська фортеця» (ілюстратор Владислав Христенко), видавництво «Дім Реклами»
- Спеціальна відзнака голови Великого журі Богдана Тихолоза: Роман Яців «Мала хронологія мистецьких подій і пам’ятних дат XX століття: Україна – світ», видавництво «Апріорі»
- Спеціальна відзнака директорки ГО «Форуму видавців» Катерини Шевченко: Сергій Осока «Три лини для Марії», «Видавництво Старого Лева»